# Дипалладийтрикальций
Дипалладийтрикальций — бинарное неорганическое соединение
палладия и кальция
с формулой Ca3Pd2,
кристаллы.

## Получение
- Сплавление стехиометрических количеств чистых веществ:

{\displaystyle {\mathsf {2Pd+3Ca\ {\xrightarrow {755^{o}C}}\ Ca_{3}Pd_{2}}}}

## Физические свойства
Дипалладийтрикальций образует кристаллы
тригональной сингонии,
пространственная группа R 3,
параметры ячейки a = 0,8939 нм, c = 1,6900 нм, Z = 9,
структура типа диникельтриэрбия Er3Ni2
.
Соединение конгруэнтно плавится при температуре 755 °C.